# Lodowiec politermalny

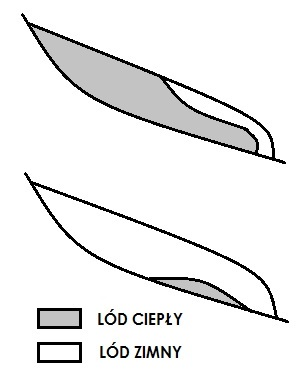
Przykładowy rozkład temperatury lodu w lodowcu politermalnym, na podstawie

Lodowiec politermalny (mieszany, subpolarny) ang. polythermal glacier – powstaje przy zróżnicowanych temperaturach oraz przy różnym poziomie akumulacji śniegu w zimie w stosunku do wielkości jego topnienia w lecie. Cechą wyróżniającą lodowce politermalne jest występowanie dwóch rodzajów lodu – lodu zimnego oraz lodu ciepłego (lód w temperaturze topnienia). Zróżnicowanie to często tworzy się podczas zimy, kiedy ochładzana jest warstwa powierzchniowa lodowców ciepłych lub w czasie letniego ogrzewania warstwy powierzchniowej lodowców zimnych. Granice między poszczególnymi termicznymi warstwami lodu mogą być bardziej lub mniej wyraźne. Wody lodowcowe występują głównie w postaci zarówno wód supraglacjalnych jak i wód inglacjlanych, natomiast wody subglacjalne rzadko tworzą większe sieci rzeczne. Lodowce politermalne transportują dużą ilość materiału skalnego (od 1–3m grubości), który można zaobserwować  w niższych partiach lodowca, gdzie obserwujemy nagromadzenie materiału skalnego w postaci moren środkowych.

## Historia badań
Pierwsze próby sklasyfikowania lodowców pod względem termicznym sięgają lat 30. XX wieku, kiedy to zarówno M. Lagally jak i H.W. Ahlmann zajęli się ich wyróżnianiem. Lagally przedstawił podział lodowców na 3 grupy: lodowce ciepłe, przejściowe oraz zimne. Ahlmann natomiast skoncentrował się na geofizyce lodowców w wyniku której wydzielił lodowce umiarkowane oraz arktyczne.
Pierwsze wiercenia w lodowcach pod koniec lat 50. XX wieku pozwoliły na rozszerzenie wiedzy na temat termiki lodowców.  Dowiodły one, że temperatura wewnątrz lodowca może być zróżnicowana. P.A. Szumski oraz C.S. Benson zaproponowali podział lodowców ze względu na ich warunki termiczno-wilgotnościowe powierzchni.  Pod koniec lat 70. S. Baranowski przedstawił klasyfikację, będącą modyfikacją podziału Ahlmannna, opierającą się na czynnikach geograficznych, które z kolei wpływają na temperaturę oraz wilgotność obszaru występowania lodowców.  

## Występowanie
Lodowce politermalne występują w różnych strefach klimatycznych. Są jednak one charakterystyczne dla Spitsbergenu, Skandynawii, Gór Skalistych, Alaski oraz Półwyspu Antarktycznego.
Jedynym wyjątkiem od tego typu zmian termicznych są lodowce występujące w bardzo zimnym klimacie Antarktydy. Najbardziej powszechne są struktury lodowców skandynawskich oraz kanadyjskich.

## Przykłady
Lodowiec Werenskiolda na Spitsbergenie